# Gastronomía de Antigua y Barbuda

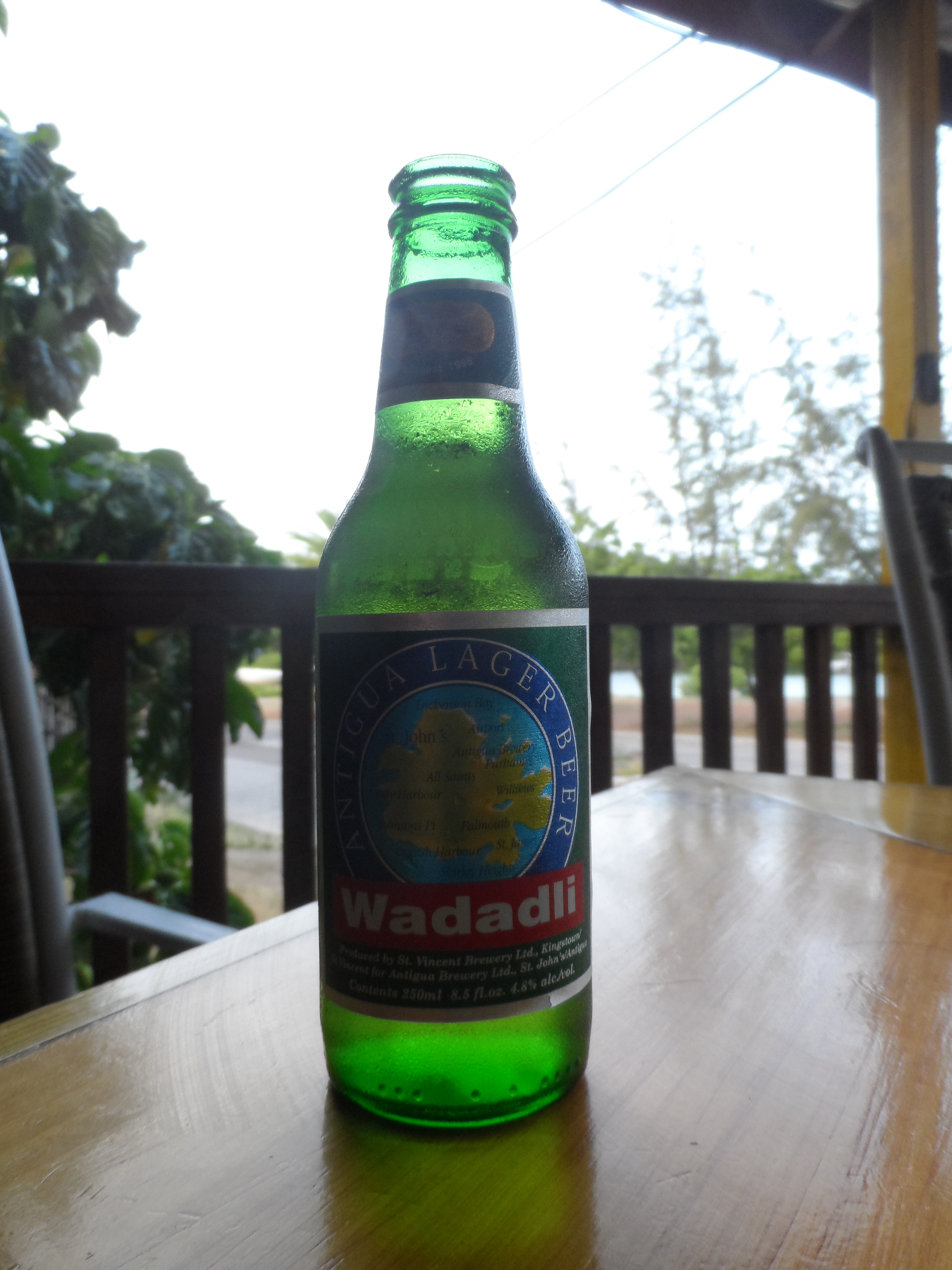
Cerveza rugger de Antigua, Wadadori

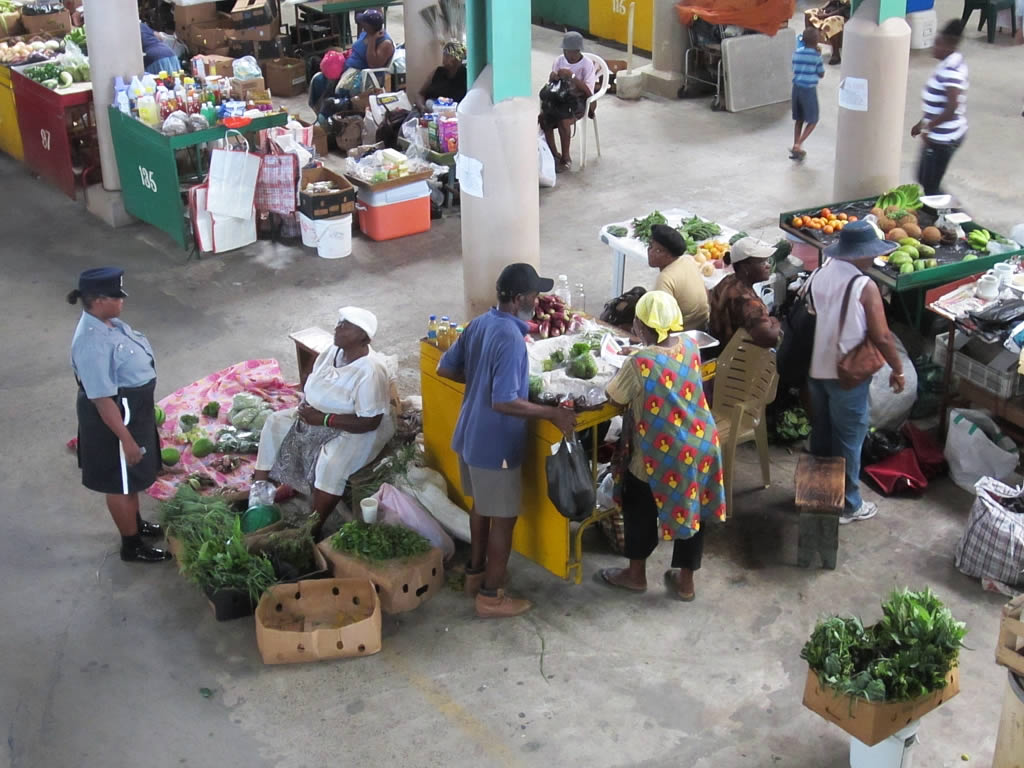
Mercado en la capital St. Johns

Gastronomía de Antigua y Barbuda se refiere a las cocinas de las islas caribeñas de Antigua y Barbuda. El plato nacional es el fungie (pronunciado "foon-jee") y la pimienta. Fungie es un plato similar a la polenta italiana, elaborado principalmente con harina de maíz. Otros platos locales incluyen ducana, arroz condimentado, pescado salado y langosta (de Barbuda). También hay dulces locales que incluyen: pastel de azúcar, dulce de azúcar, guiso de frambuesa y tamarindo y maní quebradizo.
Aunque estos alimentos son autóctonos de Antigua y Barbuda y de algunos otros países del Caribe, la dieta local se ha diversificado y ahora incluye platos locales de Jamaica, como la carne seca, o de Trinidad, como Roti, y otros países del Caribe.

## Alimentos y platos comunes
Los platos de desayuno incluyen pescado salado, berenjena (también conocida como troba), huevos y lechuga. Los almuerzos suelen incluir almidón, como arroz, macarrones o pasta, verduras o ensalada, un plato principal (pescado, pollo, cerdo, ternera, etc.) y una guarnición como pastel de macarrones, patatas gratinadas o plátanos. Los domingos mucha gente en el país va a la iglesia y luego prepara una variedad de comidas en casa. La cena de los domingos a menudo se come más temprano (alrededor de las 2:00 pm) porque la gente usualmente no trabaja los domingos. Las cenas pueden incluir cerdo, pollo al horno, cordero guisado o pavo, junto con arroz (preparado de diversas formas), pastel de macarrones, ensaladas y una bebida local.  
El postre puede ser helado y pastel o un pastel de manzana (pastel de mango y piña en su temporada) o gelatina. El pan de mantequilla de Antigua también es un alimento básico de la cocina de Antigua, una barra de pan suave con mantequilla que no necesita mantequilla agregada una vez horneada. Muchos lugareños disfrutan de pan de mantequilla recién horneado y queso para el desayuno y durante todo el día. Hay muchas casas en los vecindarios de Antigua que tienen pequeñas panaderías construidas, donde los lugareños pueden ir a comprar estos panes recién horneados. Se combinan con queso, sardinas y una salchicha roja brillante que los lugareños a veces llaman salami y muchas otras comidas. También tienen lo que se llama provisiones con la mayoría de las comidas. Las provisiones son alimentos que generalmente son una raíz o almidón como papas, ñame, camote, eddo, etc. Durante el Carnaval, el souse, un tipo de sopa muy picante con patas de cerdo, nudillos y colas con muchas cebollas, es un bocadillo popular, vendido por vendedores al costado de la carretera. 
La morcilla, también conocida como morcilla, una salchicha bien sazonada hecha con arroz, carne y sangre, también es disfrutada por los lugareños en Antigua. Mientras recorre las carreteras del campo de Antigua, verá a los lugareños tostando maíz recién recogido, generalmente con cáscara, en parrillas improvisadas listas para comprar y comer. Antigua se enorgullece de afirmar que sus piñas cultivadas localmente son uno de los tipos más dulces que se pueden encontrar. La piña de Antigua es una fruta muy pequeña pero a menudo jugosa y dulce. Hay pequeños cultivos de piña en toda la isla.

## Bebidas
Las bebidas locales son mauby, seamoss, jugo de tamarindo, de frambuesa, mango, hibisco, maracuyá, guayaba, guanabana, limonada, leche de coco y cerveza de jengibre, un refresco. 
Las bebidas alcohólicas incluyen cerveza, maltas y rones, muchos de los cuales se elaboran localmente, incluida la cerveza Wadadli (que lleva el nombre del nombre original de la isla) y el galardonado English Harbour Rum. Muchos lugareños beben refrescos embotellados que llaman bebida dulce, un sabor popular es el ponche. Los lugareños también disfrutan de la cerveza Red Stripe, Malta, Guinness stout y cerveza Heineken. Para las vacaciones de Navidad, una bebida alcohólica especial de celebración que es muy popular en Antigua se llama Ponche Kuba Cream Liqueur, una bebida espesa de color bronceado cremoso que también es muy dulce y con alto contenido de alcohol.